# 武州荒木站

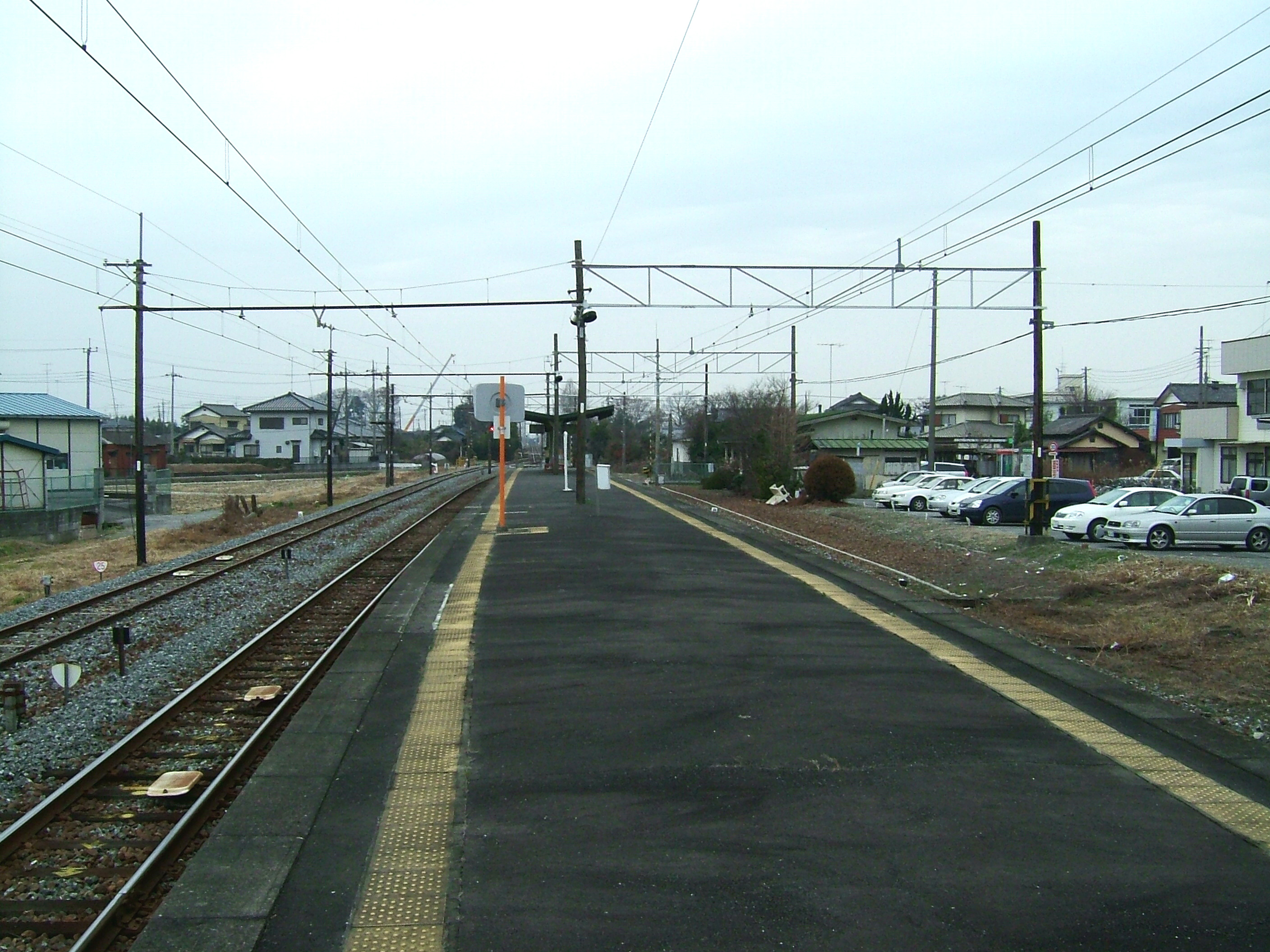
月台（2008年1月）

武州荒木站（日语：／ Bushūaraki eki */?）是位於埼玉縣行田市大字荒木1411番地，秩父鐵道的秩父本線車站。

## 歷史
- 1921年（大正10年）4月1日 - 車站啟用[1]。

## 車站構造
此站是地面車站，設有1面2線的島式月台。此站是由熊谷站管理的業務委託車站。車站職員當值時間為平日7:00～17:15，星期六日7:00～17:45。
列車靠右進站進行列車交會。另外，以東行田為起終點站的列車會前往此站折返。廁所（濕廁）位於檢票口內。另外，月台南邊設有待避線，急行列車或不定期列車會使用該線。

### 月台
| 月台 | 路線    | 方向                                       |
| ---- | ------- | ------------------------------------------ |
| 1    | ■秩父線 | 行田市、熊谷、寄居、長瀞、秩父、三峰口方向 |
| 2    | ■秩父線 | 羽生方向                                   |

## 使用狀況
在2017年度車站乘車人次中，於秩父本線35站內排名第25位。
以下為1日平均乘車人次列表。
| 年度               | 1日平均 乘車人次 |
| ------------------ | ---------------- |
| 1999年（平成11年） | 274              |
| 2000年（平成12年） | 261              |
| 2001年（平成13年） | 249              |
| 2002年（平成14年） | 241              |
| 2003年（平成15年） | 240              |
| 2004年（平成16年） | 223              |
| 2005年（平成17年） | 219              |
| 2006年（平成18年） | 208              |
| 2007年（平成19年） | 220              |
| 2008年（平成20年） | 217              |
| 2009年（平成21年） | 202              |
| 2010年（平成22年） | 207              |
| 2011年（平成23年） | 197              |
| 2012年（平成24年） | 186              |
| 2013年（平成25年） | 184              |
| 2014年（平成26年） | 181              |
| 2015年（平成27年） | 176              |
| 2016年（平成28年） | 176              |
| 2017年（平成29年） | 181              |
| 2018年（平成30年） | 181              |

## 車站周邊
- 荒木郵局
- 行田市立荒木小學
- 行田市立見沼中學
- 天州寺
- 國道125號
- 埼玉縣道7號佐野行田線（日语：栃木県道・群馬県道・埼玉県道7号佐野行田線）
- 埼玉縣道197號武州荒木停車場線（日语：埼玉県道197号武州荒木停車場線）
- 見沼代用水（日语：見沼代用水）

## 巴士路線
- 行田市內循環巴士（日语：行田市内循環バス）東北循環路線（武州荒木駅站巴士站，2017年4月1日開始駛入此站）[3]
  - 左回 北分署前、犬塚、行田市站前方向 前往行田市巴士總站
  - 右回 東行田站前、長野三丁目方向 前往行田市巴士總站

## 其他
- 鴉（日语：鴉 (バンド)）「列車」的PV（山崎賢人出演）於此站取景，也同時於車站周邊取景。

## 相鄰車站
秩父鐵道
秩父本線
急行「秩父路」
通過
普通
新鄉－武州荒木－東行田

## 注腳
1. ↑  今尾惠介監修《日本鉄道旅行地図帳 4号 関東2》（新潮社，2008年）p.55 中提及開業日為1922年（大正11年）7月28日。在紀錄羽生至行田（現時：行田市）之間開始營業的資料在「地方鉄道運輸開始」『官報』1921年4月6日（國立國會圖書館數碼化資料），當中記載了武州荒木站。
2. ↑  埼玉県統計年鑑より算出 （页面存档备份，存于）（日語）
3. ↑  行田市／4月1日から市内循環バスの運行が変わります （页面存档备份，存于）（日語）（2017年3月17日，2017年3月31日參閲）

## 外部連結
- 車站情報 武州荒木站（秩父鐵道） （页面存档备份，存于）（日語）